# Alcalde por elección
Alcalde por elección es una comedia española dirigida por Mariano Ozores y estrenada en el año 1976. 

## Argumento
Durante la retransmisión de un de un partido de fútbol, aparece en televisión acompañado de una mujer hermosa, Federico Villalba, que es un propietario de viñedos y candidato a las elecciones para alcalde de su pueblo. El mismo llevaba un tiempo realizando frecuentes viajes a Madrid alegando negocios.La realidad es que, durante sus viajes a la capital, lleva una doble vida y se convierte en fotógrafo de modelos.